# Monmouth Troy vasútállomás
Monmouth Troy a walesi város két vasútállomásának egyike volt. 1857-ben épült a Coleford, Monmouth, Usk és Pontypool vasútvonal megépítésekor. A vasúthálózat bővülésével más vasútvonalak is érintették. 1964 januárjában zárták be, az utolsó állomást érintő vonalak (Wye-völgyi vasútvonal és Ross és Wye vasútvonal) bezárásával egyidőben. Nevét a közeli Troy House udvarházról kapta.

## Története
Az állomást 1857. október 12-én nyitották meg, amikor megindult a forgalom a Coleford, Monmouth, Usk és Pontypool vasútvonalon. A két monmouthi vasútállomás közül (a másik a Monmouth Mayhill) a legnagyobb volt. A Ross és Monmouth vasútvonal 1874-ben érte el az állomást, majd két év múlva a Wye-völgyi vasútvonal is csatlakozott. A Coleford vasútvonal jóval később, 1883-ban érte el Monmouth Troy-t.
A Coleford vasútvonalat 1917-ben zárták be. A Coleford, Monmouth, Usk és Pontypool vasútvonalon 1955-ben felfüggesztették a személyszállítást, a forgalmat véglegesen 1957. október 12-én szüntették be. A másik két vasútvonalon 1959-ig még végeztek személyszállítást. 1964. január 1-jén a teherforgalom beszüntetésével ezt a két vasútvonalat is bezárták.
A rakodóudvart az állomással egyidőben építették meg, s mindössze kilenc hónappal az állomás bezárása után ezt is beszüntették, mivel nem sikerült közúti szerepet találni neki.
Az állomás helyére egy lakótelepet szándékoztak építeni, ami az állomásépület elbontásával járt volna. Ekkor a Gloucestershire Warwickshire Railway vasúttársaság megvásárolta, lebontatta és 1999-ben Winchcombe-ban újra felépítette.

## Az alagút
Az állomás nyugati oldalán egy rövid, mindössze 130 méter hosszú alagút vezetett a Gibraltar Hill alatt. Ennek neve Monmouth Troy alagút volt. A domb alatt egy közúti alagút is épült (az A40-es főút alagútja), ezért a kettő nevét gyakran összetévesztik.

## Vasútvonalak
Az állomást az alábbi vasútvonalak érintik:
- Wye Valley Railway

## Kapcsolódó állomások
A vasútállomáshoz az alábbi állomások vannak a legközelebb:

## Fordítás
- Ez a szócikk részben vagy egészben  a   Monmouth Troy railway station című angol Wikipédia-szócikk ezen változatának fordításán alapul.  Az eredeti cikk szerkesztőit annak laptörténete sorolja fel. Ez a jelzés csupán a megfogalmazás eredetét és a szerzői jogokat jelzi, nem szolgál a cikkben szereplő információk forrásmegjelöléseként.